# Beste (Album)
#Beste ist das zweite Best-of-Album des deutschen Rappers Sido. Das Album erschien am 14. Dezember 2012 und umfasst 36 Lieder aus der bisherigen Karriere des Musikers sowie je nach Version 4 bzw. 5 zuvor unveröffentlichte Songs.

## Hintergrund
Ende Oktober 2012 war erstmals ein Best-of-Album Sidos mit dem Titel #Beste angekündigt worden. Ursprünglich war das Album für den 7. Dezember 2012 angekündigt gewesen. Die Veröffentlichung musste aber kurzfristig wegen technischer Probleme beim Druck der Cover-Illustrationen verschoben werden.
Sido persönlich gab in Interviews an, dass er grundsätzlich an diesem Punkt seiner Karriere noch kein Best-of-Album geplant habe. Der Vertrag seines Wechsels von Aggro Berlin zu Universal habe jedoch die gemeinsame Veröffentlichung des Blutzbrüdaz-Soundtracks und eines Best-of-Albums vorgesehen.

## Titelliste
| CD 1: 1. Westberlin (feat. B-Tight als Royal-TS) – 3:09 vom Royal-TS-Album Alles ist die Sekte, 2001 2. Relax – 3:49 vom Aggro-Berlin-Sampler Aggro Ansage Nr. 2, 2002 3. Weihnachtssong – 3:15 vom Aggro-Berlin-Sampler Aggro Ansage Nr. 3, 2003 4. Mein Block – 4:55 5. Fuffies im Club – 3:45 6. Mama ist stolz – 4:15 7. Taxi (feat. Olli Banjo) – 3:05 Titel 4-7 vom Album Maske, 2004 8. G mein Weg – 4:18 vom Album Maske X, 2004 9. Meine Kette (feat. Reen) – 4:11 vom Aggro-Berlin-Sampler Aggro Ansage Nr. 4, 2004 10. Steh wieder auf (feat. Harris als Deine Lieblings Rapper) – 3:47 11. Gib mir die Flasche (feat. Harris als Deine Lieblings Rapper, Alpa Gun & MJ) – 4:34 Titel 10-11 vom Deine-Lieblings-Rapper-Album (Dein Lieblings Album), 2005 12. Wahlkampf (feat. G-Hot) – 4:11 vom Aggro-Berlin-Sampler Aggro Ansage Nr. 5, 2005 13. Straßenjunge (feat. Alpa Gun) – 3:54 14. Bergab – 4:44 15. 1000 Fragen – 3:33 16. Ein Teil von mir – 3:33 17. Mein Testament – 4:18 18. Get Ya Paper (feat. Smif-N-Wessun & B-Tight) – 4:48 19. Schlechtes Vorbild – 3:25 20. Rodeo (feat. Peter Fox) – 3:15 Titel 13–20 vom Album Ich, 2006 | CD 2: 1. Ich & meine Maske – 3:59 2. Carmen – 3:46 3. Augen auf – 3:50 4. Strip für mich (feat. Kitty Kat) – 4:19 5. Unser Leben (feat. Fler & Shizoe) – 4:31 Titel 1–5 vom Album Ich & meine Maske, 2008 6. Beweg dein Arsch (feat. Tony D, Kitty Kat & Scooter) – 3:46 vom Sampler Hands on Scooter, 2009 7. Halt dein Maul – 3:21 8. Danke – 4:46 Titel 7-8 vom Album Ich & meine Maske, 2008 9. Wenn das alles ist (feat. J-Luv) – 4:02 10. Seniorenstatus (feat. Samy Deluxe) – 4:04 11. Hey du! – 4:10 Titel 9-11 vom Album Aggro Berlin, 2009 12. Der Himmel soll warten (feat. Adel Tawil) – 3:46 vom Live-Album MTV Unplugged Live aus’m MV, 2010 13. 2010 – #Beste (feat. Haftbefehl) – 4:14 Freetrack aus dem Jahr 2010 14. Hol doch die Polizei (feat. B-Tight) – 2:43 15. Spring rauf – 3:31 Titel 14-15 vom Soundtrack Blutzbrüdaz – Die Mukke zum Film, 2011 16. Der Chef – 3:50 17. Meine Jordans (feat. Bass Sultan Hengzt) – 3:28 18. Bilder im Kopf – 3:58 19. Nobody (feat. MoTrip & Chiddy Bang) – 3:54 20. Bis ich nicht mehr bin – 3:41 21. Ich will mein Berlin zurück – 3:35 (exklusiv auf der iTunes-Version) |

## Inhalt

### Musik
34 der auf #Beste enthaltenen Titel wurden bereits vorher auf Sido-Alben oder anderen Samplern veröffentlicht.
Obwohl Sido bereits seit 1998 in den Formationen Alles ist die Sekte und Die Sekte Lieder aufnahm, umfasst #Beste fast ausschließlich Lieder seiner 2003 einsetzenden Karriere als Solo-Künstler. Als Grund dafür gab Sido in Interviews an, dass er mit #Beste auch bloß letztere habe abbilden wollen. Einzige Ausnahme bildet der Auftakttitel des Albums, Westberlin, welcher bereits 2001 auf dem Royal-TS-Album Alles ist die Sekte erschienen war. Nach Darstellung Sidos misst er diesem eine besondere Bedeutung als erster „Berlin-übergreifender Song“ seiner Karriere bei, welche die Aufnahme in die Titelliste von #Beste begründet.
Sido betonte mehrfach in Interviews, die Songauswahl für #Beste persönlich getroffen und dabei insbesondere „persönliche Favoriten“ berücksichtigt zu haben. Auf den Arschficksong, welcher trotz immenser Prominenz und kommerziellem Erfolg nicht auf #Beste vorzufinden ist, sei dabei aber keinesfalls wegen einer „vermeintlich dreckigen Attitüde“ verzichtet worden, sondern das Lied hätte sich, nachdem es in einer ersten Vorauswahl noch enthalten war, nicht in Sidos „persönliche Wunschvorstellung des Gesamtbilds“ von #Beste eingefügt.
Von den vorher nicht auf anderen Tonträgern enthaltenen Liedern, waren zwei, 2010 und Der Chef, bereits einige Zeit vor der Veröffentlichung von #Beste von Sido als Freetracks herausgebracht worden. In 2010 hatte Sido am 31. Dezember 2010 gemeinsam mit Haftbefehl ein persönliches Fazit über die im titelgebenden Jahr veröffentlichten Alben anderer Deutschrap-Künstler gezogen und darüber hinaus, wie sich später herausstellen sollte, seine Versöhnung mit seinem langjährigen Rivalen Bushido eingeleitet. Den Titel Der Chef veröffentlichte Sido Anfang 2012.
Bei den vier letzten Titeln der zweiten CD sowie dem exklusiv auf der ITunes-Version enthaltenen Titel Ich will mein Berlin zurück handelt es hingegen um zuvor gänzlich unveröffentlichte Lieder.
Im zugleich als Singleauskopplung fungierendem Titel Bilder im Kopf blickt Sido auf sein bisheriges Leben zurück, während er in Bis ich nicht mehr bin betont sich als Künstler auch zukünftig nicht zur Ruhe setzen, sondern seine Karriere bis zu seinem etwaigen Ableben fortsetzen zu wollen. Der gemeinsame Song mit Bass Sultan Hengzt Meine Jordans setzt sich mit der persönlichen Bedeutung der gleichnamigen Schuhmodelle der Marke Nike für beide Künstler sowie die Hip-Hop-Kultur im Allgemeinen auseinander. Da das Kokettieren mit materiellen Werten, wie es etwa ebenso im ebenfalls zuvor unveröffentlichten Titel Nobody praktiziert wird, ohnehin Kernaspekt der Hip-Hop-Kultur wäre, die „Jordans“ für Sido persönlich aber das „Heiligtum“ dieser Kultur seien, haben er und Bass Sultan Hengzt den Titel erdacht. Im mit einem Dubstep-Beat unterlegten Bonustitel Ich will mein Berlin zurück äußert Sido wiederum seinen Unmut über die Gentrifizierung seiner Heimatstadt Berlin und die dort besonders auftretende Hipster-Kultur.

### Gastbeiträge
Am häufigsten vertreten ist Sidos langjähriger Wegbegleiter und Kollaberationspartner B-Tight mit drei Gastauftritten. Harris und Kitty Kat brachten es auf jeweils zwei Beteiligungen. In den eigens für #Beste aufgenommenen Titeln Meine Jordans und Nobody wird zudem von Bass Sultan Hengzt bzw. MoTrip und Chiddy Bang begleitet. Darüber hinaus sind Adel Tawil, Alpa Gun, Haftbefehl, J-Luv, Reen, MJ, Olli Banjo, Peter Fox, Samy Deluxe, Shizoe und Smif-N-Wessun sowie Sidos ehemalige Aggro-Berlin-Wegbegleiter Fler, G-Hot und Tony D auf #Beste vertreten.
Nach Angaben Sidos hatte eine eventuelle Entfernung eines Gastbeitrag von Fler trotz der persönlichen Animositäten zwischen beiden Künstlern zum Zeitpunkt der Veröffentlichung für ihn aufgrund ihrer gemeinsamen Vergangenheit sowie der Qualität ihrer gemeinsamen Titel nie zur Debatte gestanden.

## Illustration
Das Cover des Albums #Beste zeigt die Maske, welche Sido während seiner Zeit bei Aggro Berlin lange Jahre getragen und so zu seinem Markenzeichen gemacht hatte. Diese setzt sich dabei nach dem Mosaikprinzip aus vielen kleinen Porträtfotos von Fans des Künstlers zusammen. Sido hatte zuvor seinen Anhängern die Möglichkeit gegeben ihm solche per E-Mail zu schicken, damit diese in das Cover von #Beste verarbeitet werden könnten.

## Vermarktung

### Internet- und TV-Promotion
In der letzten Woche vor Veröffentlichung des Albums #Beste wurde das Album der Mittelpunkt eines eigens abgehaltenen Specials „Aggro Alarm: Sido“ auf aggro.tv, dem YouTube-Channel von Sidos ehemaliger Plattenfirma Aggro Berlin. Im Zuge dessen wurden im Tagesrhythmus unter anderem ein sechsteiliges Video-Interview Sidos mit dem Journalisten und ehemaligen Royal-Bunker-Labelchef Marcus Staiger, ein unter der Regie von Aggro-Berlin-Gründer Specter gedrehtes Video zum gemeinsamen Album-Titel mit Bass Sultan Hengzt Meine Jordans sowie eine Sonderausgabe des beliebten Formats Halt die Fresse zum Titel Bis ich nicht mehr bin veröffentlicht. Darüber hinaus veröffentlichte aggro.tv ein Making of zum Video Meine Jordans sowie den nur auf der iTunes-Version von #Beste enthaltenen Titel Ich will mein Berlin zurück.
Am 7. Januar 2013 bewarb Sido sein Album zudem in der ProSieben Late-Night-Show TV total.

### Single
Der Titel Bilder im Kopf wurde am 30. November 2012 als Download-Single veröffentlicht und schaffte es in der 52. Woche des Jahres 2012 auf Platz 87 der deutschen Singlecharts einzusteigen. In den folgenden Wochen und vor allem nach Veröffentlichung auf CD stieg die Single bis auf Platz 5. In Österreich reichte es nach einem Charteinstieg auf Platz 38 für eine Höchstplatzierung auf Platz 10 in der vierten Verkaufswoche. In der Schweiz erreichte Bilder im Kopf Platz 22.

## Rezeption

### Kritiken
#Beste erntete gemischte Kritiken. Danni Fromm von der E-Zine laut.de bewertete das Album etwa mit 2 von 5 möglichen Punkten und kritisierte dabei insbesondere die ausufernde Songauswahl sowie das Ausklammern der Frühwerke Sidos. Im Urteil über die neuveröffentlichten Titel hieß es, dass von „den doch ganzen vier neuen Tracks einzig ‚Bilder Im Kopf‘ mit seinem üppigen, souligen Anstrich im Gedächtnis [bleibt] – und endlich zu dem nostalgischen Blick zurück ein[lädt]“, während jeder der drei übrigen Tracks bestenfalls neutral bewertet und Nobody explizit für den Einsatz von Auto-Tune kritisiert wurde.
Von den Benutzern der Website meinrap.de wurde #Beste zum „Release des Monats Dezember 2012“ gewählt.

### Charterfolge
Sido stieg mit #Beste auf Platz 20 der deutschen Albumcharts ein und drang in seiner sechsten Chart-Woche bis auf Platz 7 vor. In Österreich verzeichnete am 4. Januar 2013 einen Einstieg auf Platz 9. In den nächsten Wochen erfolgten Platzierungen auf Platz 7 und 5, ehe #Beste in seiner vierten Verkaufswoche mit Platz 3 seine höchste Platzierung erreichte. In der Schweiz stieg #Beste am 6. Januar 2013 auf Platz 27 der Albumcharts ein und erreichte zwei Wochen später seinen Höchststand auf Platz 20.
Im November 2013 erreichte das Album für über 100.000 Verkäufe den Goldstatus in Deutschland und für über 10.000 Verkäufe den Goldstatus in Österreich.